# عران (حزم العدين)

تعديل مصدري - تعديل

عران هي إحدى قرى عزلة بني الفخر بمديرية حزم العدين التابعة لمحافظة إب، بلغ تعداد سكانها 390 نسمة حسب تعداد اليمن لعام 2004.